# Kurt Krjeńc
Kurt Krjeńc (Malschwitz, 1907. július 7. – Bautzen, 1978. november 28.) szorb származású németországi, majd keletnémet kommunista politikus, a Domowina elnöke (1951–1973).

## Életútja
Bautzen melletti szorb munkásosztálybeli bányászcsaládban született. Porceláncsiszoló esztergályosnak tanult. 1923-ban csatlakozott a Németországi Kommunista Párthoz (KPD) és a szorb Sokoł sportmozgalomban is aktívan részt vett. Adolf Hitler hatalomra kerülése után letartóztatták, és egy ideig a hohnsteini koncentrációs táborba került politikai fogolyként. 1939 és 1945 között a Wehrmachtban szolgált, majd 1945 májusában szovjet hadifogságba esett. A második világháború befejezése után először a KPD, majd a Német Szocialista Egységpárt (NSZEP) kerületi titkáraként tevékenykedett. 1949-ben a NSZEP Ideiglenes Népi Kamarájának tagja lett. 1950-től haláláig folyamatosan képviselő volt a Népi Kamarában (Wolkskammer). 1948 és 1953 között Szászországban a Szorb Népoktatási Hivatalban dolgozott.
1950 végén a szászországi NSZEP regionális vezetése a Domowina elnökének választotta Pawoł Nedo utódjaként. Vezetése alatt a szervezetet átalakították, és szilárdan integrálták az NDK hatalmi struktúrájába. A szorbok szocializmusba való bevezetése lett a Domowina deklarált fő célja. Több mint 22 évig maradt a Domowina elnöke, mígnem 1973-ban egészségügyi okokból hivatalosan is lemondott.

## Művei
- DOMOWINA – die nationale Organisation der Lausitzer Sorben, Schriftenreihe über die Sorben, Heft 3, Ministerium für Volksbildung der DDR, 1954

## Díjai, kitüntetései
- Karl Marx-rend
- Hazafias Arany Érdemrend
- A munka zászlaja
- Ćišinski-díj (1957)

## Fordítás
- Ez a szócikk részben vagy egészben  a   Kurt Krjeńc című német Wikipédia-szócikk ezen változatának fordításán alapul.  Az eredeti cikk szerkesztőit annak laptörténete sorolja fel. Ez a jelzés csupán a megfogalmazás eredetét és a szerzői jogokat jelzi, nem szolgál a cikkben szereplő információk forrásmegjelöléseként.
- Ez a szócikk részben vagy egészben  a   Kurt Krjeńc című angol Wikipédia-szócikk ezen változatának fordításán alapul.  Az eredeti cikk szerkesztőit annak laptörténete sorolja fel. Ez a jelzés csupán a megfogalmazás eredetét és a szerzői jogokat jelzi, nem szolgál a cikkben szereplő információk forrásmegjelöléseként.